# José Aurelio Gay López
José Aurelio Gay López (nascut el 10 de desembre de 1965 a Madrid) és un exfutbolista espanyol, que posteriorment ha seguit la seua carrera com a entrenador.

## Trajectòria

### Com a futbolista
Gay debuta en Primera Divisió la temporada 88/89, a les files del RCD Espanyol. L'equip baixa de categoria i el jugador disputa 17 partits i marca dos gols. A l'any següent, els periquitos recuperen la màxima divisió del futbol espanyol. A la temporada 1990/91, juga la segona i darrera campanya en Primera amb els blanc-i-blaus, on és titular (36 partits i 5 gols).
El 1991 fitxa pel Reial Saragossa, on passaria cinc temporades, en les quals assolirien guardons com la Copa del Rei i, especialment, la Recopa de 1995. Gay va ser titular els primers anys però a poc a poc la seua participació va declinar fins als 7 partits a la 1994/95 i els 14 a la 95/96. Al final d'eixe any, abandona l'equip aragonès i s'incorpora al Reial Oviedo.
Amb els asturians només hi juga 13 partits de la 1996/97, la que seria la seua darrera temporada en Primera. L'últim club de Gay com a jugador va ser el CD Toledo, de Segona Divisió, on hi va estar fins a 1999.

### Com a entrenador
Res més penjar les botes, Gay es va fer càrrec del juvenil del Toledo, per a entrenar al primer equip a la 2000-2001. Ací començaria tot un seguit d'equips com el Reial Madrid C (02/03), el Pontevedra CF (03/04), el Real Jaén (05/06), el Lorca Deportiva (07/08) i el CF Fuenlabrada (08/09)...